# قنطيون أزغب
قنطيون أزغب (الاسم العلمي:Canthium puberulum) هو نوع من النباتات يتبع جنس القنطيون من الفصيلة الفوية.